# Malagnino
Malagnino (Malagnéen en el dialecto cremonese) es una comuna de 1.145 habitantes de la provincia de Cremona.

## Evolución demográfica
| Gráfica de evolución demográfica de Malagnino entre 1861 y 2001 |
|                                                                 |
| Fuente ISTAT - Gráfica elaborada por Wikipedia                  |